# Morava (loď, 1955)
Morava (v letech 1955–1992 Moskva, 1992–2020 Dallas) je dvoupalubová osobní motorová loď, kterou provozuje Dopravní podnik města Brna (DPMB) na Brněnské přehradě pod evidenčním číslem 4805. Společně se svou sesterskou lodí Bratislava byla vyrobena pracovníky dopravního podniku v loděnici DPMB v Bystrci. V provozu byla mezi lety 1955 a 2011, poté zůstala odstavena a její osud zůstal nejistý. V běžném provozu ji nahradila nově vyrobená loď Dallas. V letech 2019–2020 se jako kulturní památka podrobila rozsáhlé opravě do historického stavu a zároveň byla přejmenována na Moravu.

## Historie

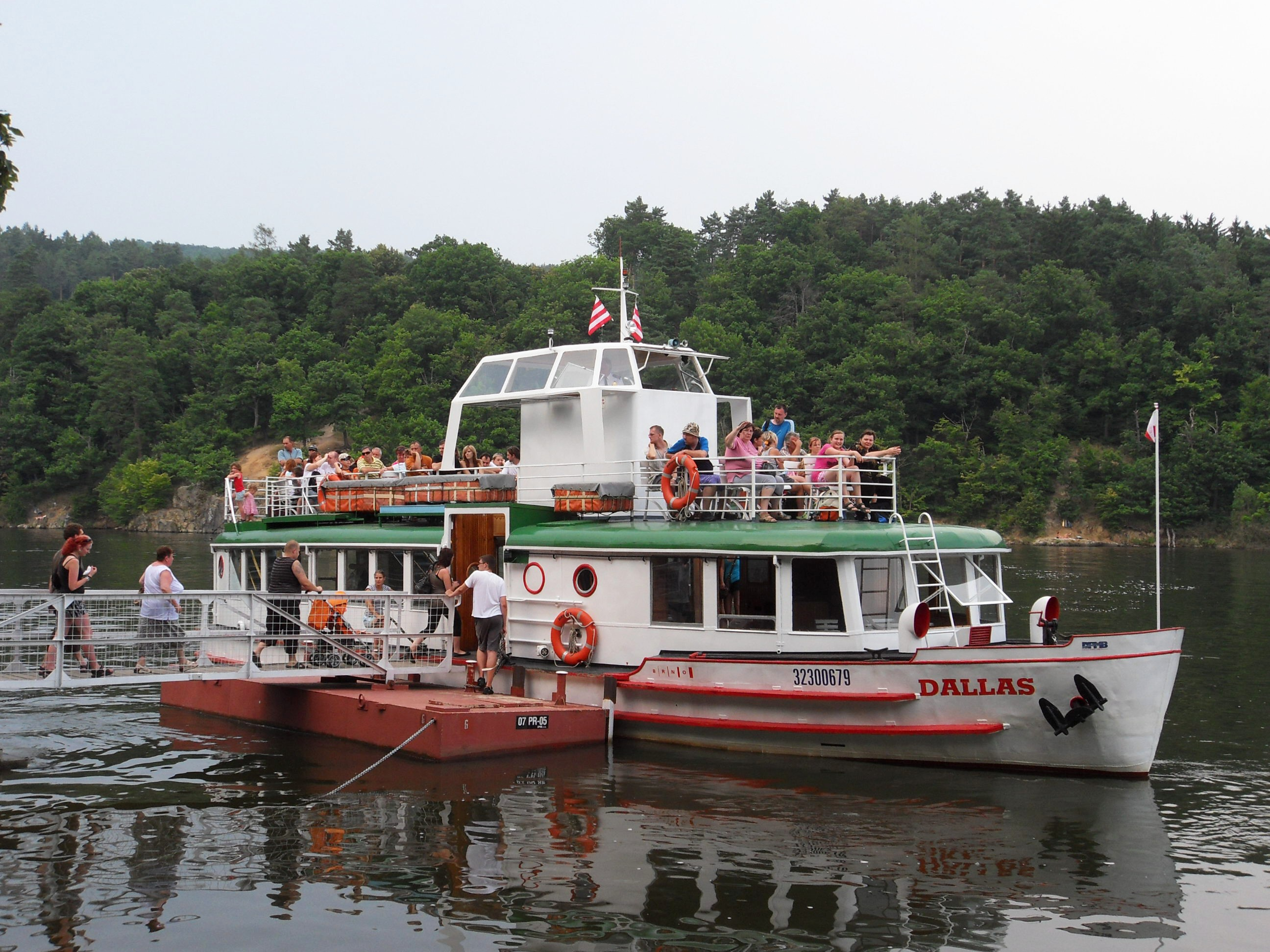
Dallas v zastávce Rokle

Vzhledem k velkému zájmu lidí a nedostatečné přepravní kapacitě jednopalubových lodí se v roce 1952 rozhodl Dopravní podnik města Brna (DPmB) vlastními silami stavět pro svoji lodní dopravu na Brněnské přehradě velké dvoupalubové lodě. Jako první vznikla a v červenci 1953 byla zprovozněna loď Praha. Povolení ke stavbě dalšího plavidla získal DPmB od Plavební správy v Praze v září 1954 a ihned nato byly zahájeny práce. Nová loď, stejně jako její předchůdkyně Praha, vznikala v loděnici DPmB v Bystrci, v širém prostoru před provizorním dřevěným hangárem, který sice sloužil pro zimní uskladnění lodí, ale byl natolik stísněný, že nemohl být využit pro jejich stavbu. Na vodu byla loď o obsaditelnosti 350 cestujících spuštěna 1. června 1955, pokřtěna jménem Moskva a již o dva dny později, 3. června, absolvovala první zkušební plavbu. Do běžného provozu na Kníničské přehradě, jak se nynější Brněnská přehrada tehdy nazývala, byla zařazena ještě během června 1955. Její zprovoznění umožnilo vyřadit malou loď Veveří z roku 1947, kterou DPmB roku 1955 odprodal podniku Pramen. Ta byla v bystrcké loděnici přestavěna na bezejmennou lodní prodejnu, již Pramen posléze na přehradě provozoval. Na konci roku 1955 došlo k zahájení stavby téměř totožné sesterské lodě Moskvy, která byla zprovozněna v červnu 1956 a získala jméno Bratislava.
Moskva bezproblémově sloužila do konce 70. let 20. století. Její nejvyšší roční linkový výkon, dle údajů dostupných z let 1961–2005, činil v té době 9260 km v plavební sezóně 1961, nejnižší pak 6437 km v sezóně 1974. Od roku 1971 nebyl provozován na spodní palubě bufet a v roce 1974 byla obsaditelnost lodi legislativně snížena z 350 osob na 280 cestujících.

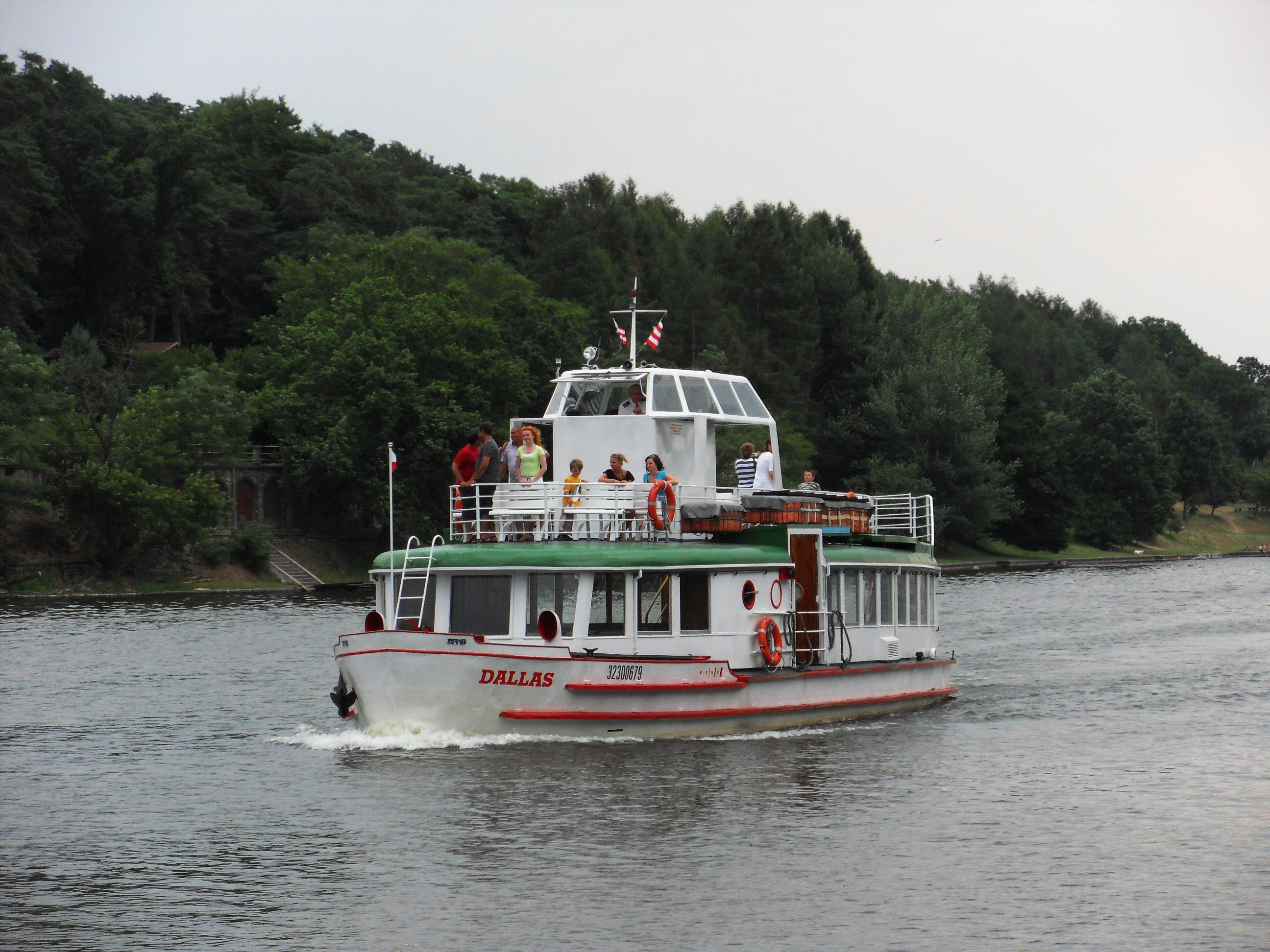
Loď Dallas poblíž Rokle

Koncem 70. letech 20. století se věk prvních dvoupalubových lodí blížil ke 30 letům a jejich provozovatel, brněnský dopravní podnik, musel řešit otázku jejich budoucnosti. Zvažoval nákup nových východoněmeckých lodí typu BiFa, ale nakonec se rozhodl pro rekonstrukci stávajících plavidel. Jako první byla opravena Moskva, která byla z vody vytažena na podzim 1979. V letech 1980–1981 pak pracovníci DPmB provedli v bystrckém areálu generální opravu plavidla. Oproti dalším lodím v pořadí však nebyly úpravy tak zásadní; Moskvě zůstala původní nástavba a jedinou viditelnější změnou byla výměna kormidelny za typ, který měla loď Kyjev. Na hladinu Brněnské přehrady se Moskva vrátila v závěru plavební sezóny 1981. V průběhu 80. let 20. století linkový výkon plavidla značně stoupl. Nepočítaje podzim 1981, kdy rekonstruovaná loď absolvovala na lince pouze 240 km, dosahovaly výkony Moskvy, až na dva roky, více než 10 tisíc kilometrů s maximem 11 530 km v sezóně 1988.

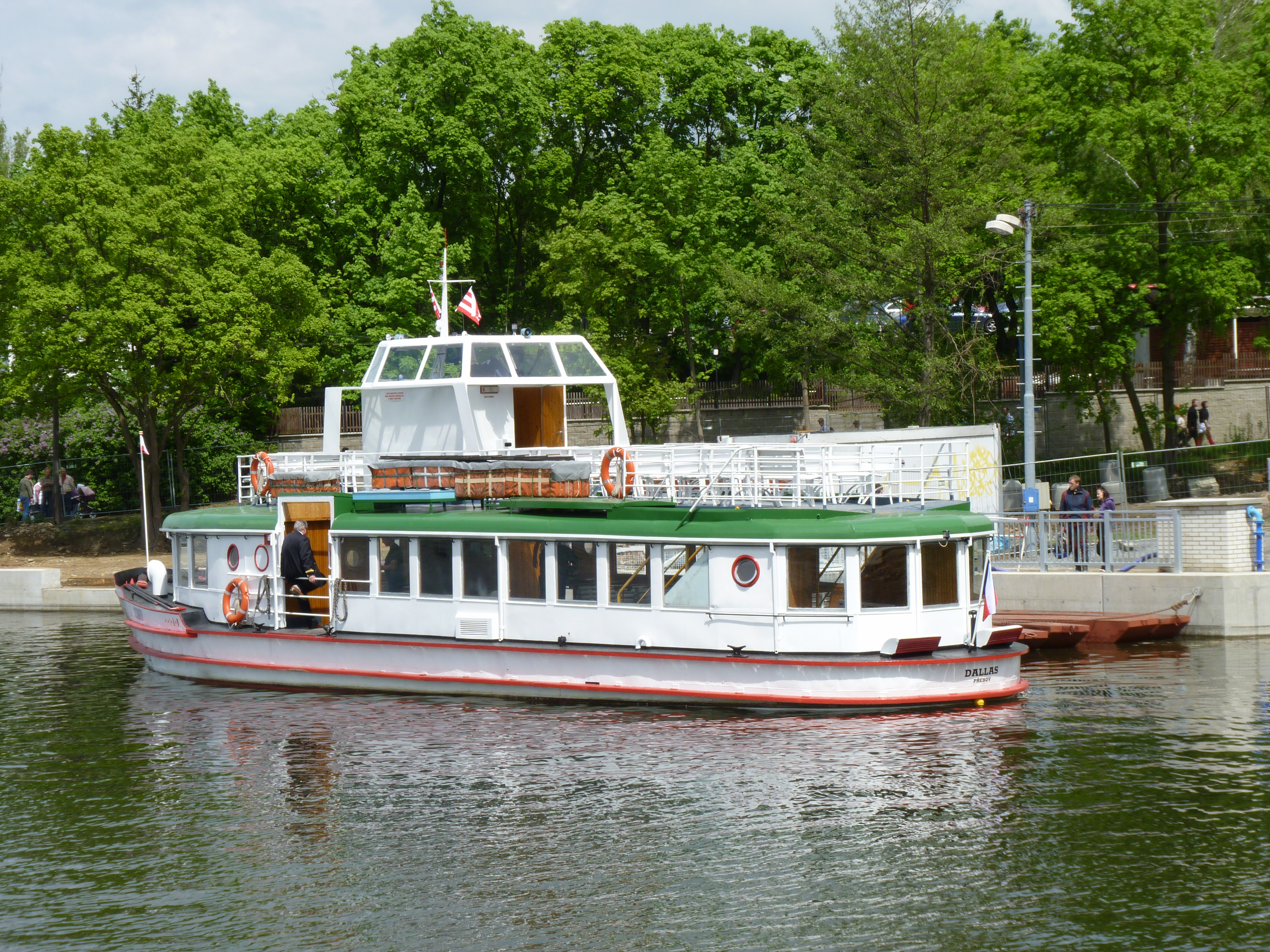
Dallas v bystrckém přístavišti

V roce 1992 byla Moskva na žádost primátora Václava Mencla přejmenována na Dallas. Jméno bylo vybráno na počest nového partnerského města, amerického Dallasu. Kilometrické výkony na linkách v průběhu 90. let 20. století poměrně výrazně klesly všem brněnským lodím. V případě Dallasu se po roce 2000 ustálil výkon v rozmezí přibližně 6000–7000 km za sezónu, v roce 2005 však dosáhl téměř 9000 km. Dallas byl v provozu do konce plavební sezóny 2011. Poslední plavby absolvoval závěrečný provozní den 16. října 2011, na konci měsíce byl vytažen na břeh a zůstal odstaven v hangáru, aniž by byla vyjasněna jeho budoucnost. DPMB uvažoval o jeho využití coby muzejní lodi; pokud by však oprava plavidla byla příliš nákladná, alternativou mohlo být odstavení na souši a úprava Dallasu na muzeum lodní dopravy. V další sezóně, v roce 2012, ho v provozu nahradila nová stejnojmenná loď. Z Plavebního rejstříku byl Dallas vymazán 19. února 2013.
Loď Dallas byla květnu 2013, i přes protesty Dopravního podniku města Brna, prohlášena Ministerstvem kultury kulturní památkou a stala se tak po pražském parníku Lanna druhou památkově chráněnou lodí v Česku. Opětovné spuštění na vodu si však vyžadovalo rekonstrukci lodě, mimo jiné byly lodním registrem vyžadovány změny v trupu. Plavidlo proto zůstalo několik let odstaveno na suchu v areálu lodní dopravy DPMB v Bystrci. Roku 2015 uvažoval dopravní podnik o prodeji lodi, což však zamítla dozorčí rada. Od roku 2016 řešil DPMB možnost opětovného zprovoznění plavidla, a to i v souvislosti se zahájením programu tzv. retro vozidel v tramvajové, autobusové i trolejbusové trakci.

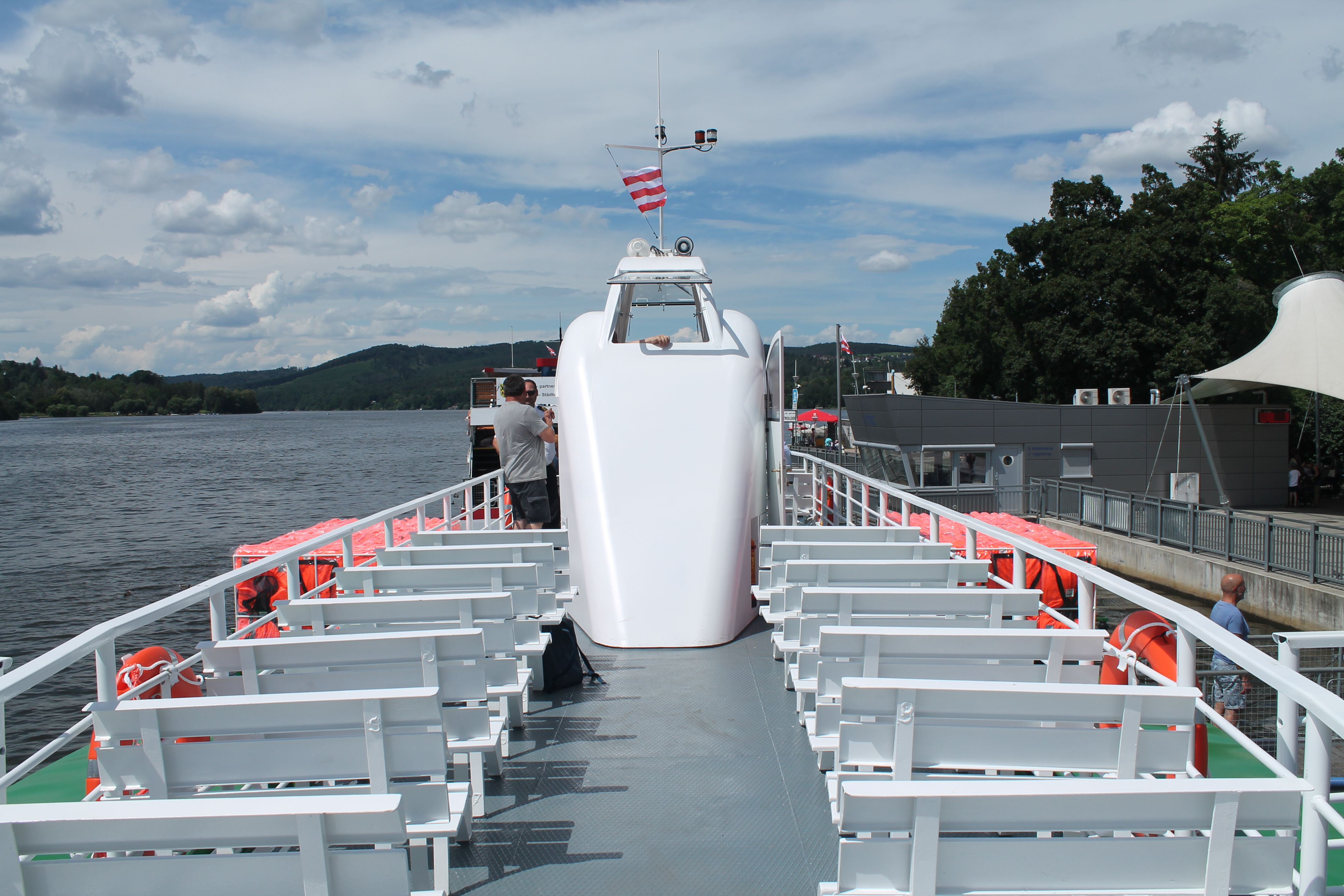
Horní paluba Moravy s replikou původní kormidelny

Roku 2018 vypsal Dopravní podnik města Brna výběrové řízení na rekonstrukci lodě, při níž mělo dojít k modernizačním úpravám (výměna dřevěné paluby za ocelovou plynotěsnou, oprava vodotěsných přepážek, dnové a boční obšívky, žebrování, elektroinstalace a požárně-bezpečnostního systému) při zachování historické hodnoty, neboť jí jako jediné dvoupalubové lodi DPMB zůstala po opravách z 80. let nástavba v původním stavu. Zakázku za 15,673 milionu korun vyhrála firma Jesko CZ z Pardubic, která byla v letech 2010–2012 dodavatelem pěti nových brněnských lodí, včetně nového Dallasu. Tato společnost si v únoru 2019 odvezla loď na silničním návěsu do opravny v Hlavečníku. Při rekonstrukci mělo plavidlo získat svůj původní název Moskva, jenž vyhrál v anketě dopravního podniku. Vedení města ale v únoru 2020 tento název zprvu odmítlo jako poplatný své době, nicméně po konzultaci s Národním památkovým ústavem jej následně vrátilo jako jednu z možností. Jméno lodi vybrala v městském hlasování během jara 2020 veřejnost, která měla na výběr ze tří možností: Moskva (původní název plavidla), Bratislava (partnerské město Brna) a Morava (odkaz na jednu z prvních dvou lodí na Brněnské přehradě). Nakonec zvítězila třetí varianta s 62 % hlasů a brněnští radní pak na základě výsledků ankety počátkem června rozhodli o pojmenování lodě Morava. Ve stejné době se rekonstruované plavidlo vrátilo na silničním návěsu do Brna, v areálu DPMB poté probíhaly dokončovací práce. Při rekonstrukci získala Morava původní vzhled po vyrobení, včetně nově vyrobené kormidelny původního, zakulaceného tvaru. Řada dílů byla nahrazena novými podle původních plánů, takže původních dílů bylo použito asi 30–40 %. Slavnostní křest lodi a její spuštění na vodu proběhlo 4. července 2020. Dopravní podnik města Brna ji využívá jak na pravidelné lince (i jako posilový spoj), tak pro komerční plavby.

## Konstrukce

### Původní stav
Loď Morava je v rámci historie plavidel Dopravního podniku města Brna velkou lodí. Jedná se o dvoupalubovou loď délky 21,05 m a šířky 6,2 m (její sesterská loď Bratislava byla vzhledem ke kusové výrobě o 80 cm kratší). Boční výška trupu je 1,49 m, maximální ponor dosahuje hodnoty 0,99 m a celková výška plavidla činí 6 m.

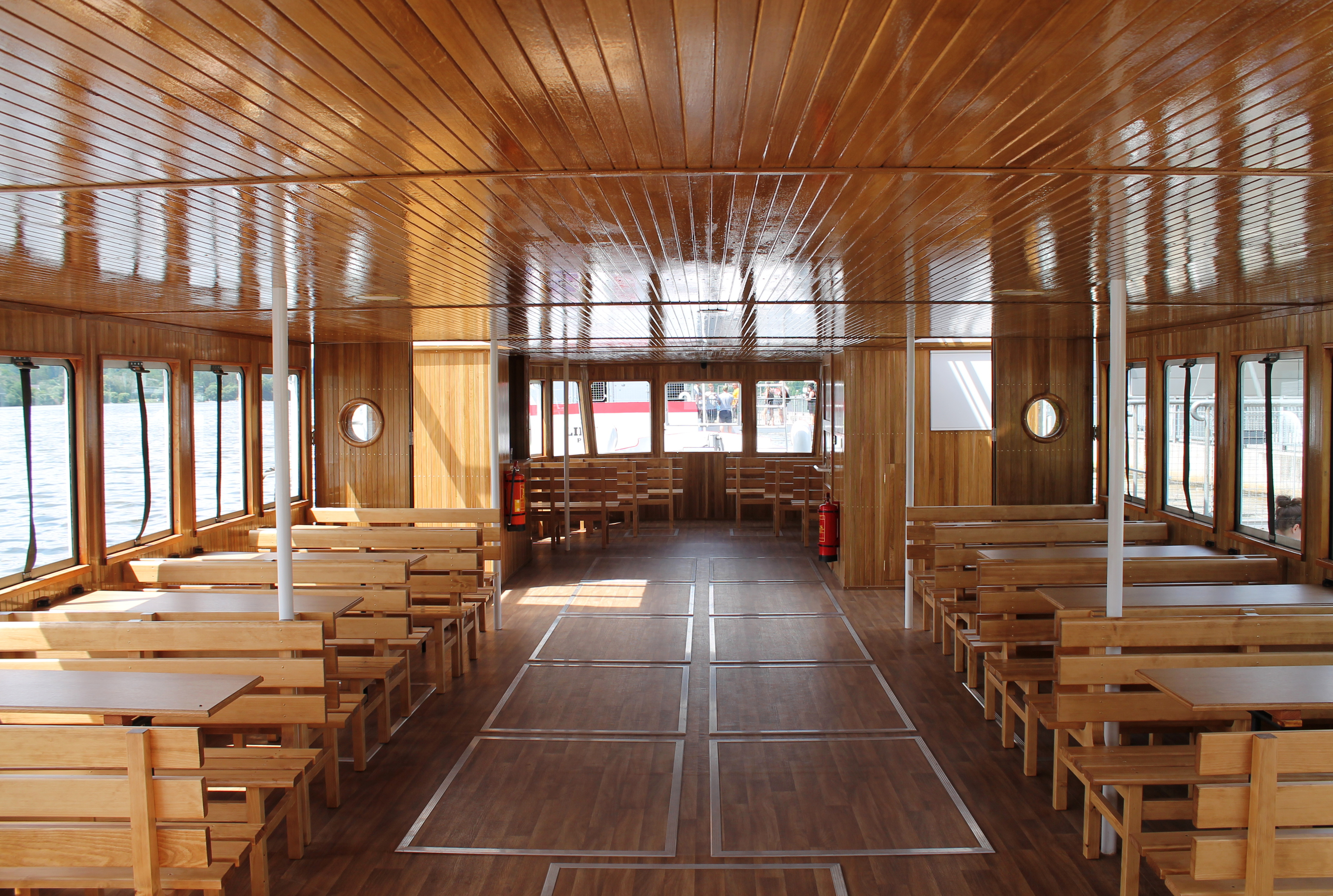
Spodní paluba lodi Morava

Trup tvořily elektricky svařené ocelové lodní plechy, vyztužení trupu bylo provedeno žebry z úhlové oceli, která byla umístěna pravidelně po celé délce lodi. Čtyři vodotěsné přepážky rozdělovaly trup na pět prostorů (přední kolizní, přední skladní, pro umístění akumulátorů, strojní, zadní kolizní) a v každém z nich se nacházela pumpa pro případné odčerpání vody. Spodní paluba byla tvořena krytou nástavbou s pevným stropem, do níž vedly z obou boků vstupy do lodě, zajištěné posuvným zábradlím. Vedle vstupů směrem k přídi se nacházely malé služební prostory (bufet a uzavřená kabina). Podlaha dolní paluby byla dřevěná, s krytým otvorem pro vstup do podpalubí, dřevěné bylo i obložení spodní paluby. Po bocích dolní paluby se nacházely příčné lavice po směru i proti směru plavby, loď disponovala i přenosnými sedadly, které bylo možné v ose lodi umístit podélně. Okna byla rámová, spouštěcí. Po bocích zadní části spodní paluby se nacházela dvoje schodiště šířky 80 cm, která vedla na horní palubu. Pod oběma schodišti byl umístěn jeden záchod.
Horní otevřená, tzv. slunečná paluba, byla umístěna na střeše dolní paluby, která byla tvořena žebrovaným ocelovým plechem, jenž byl vyztužen podélníky. Vstupy na schodiště mohly být v případě nepřízně počasí zajištěny posuvnými plechovými víky. Sluneční paluba byla ohraničena trubkovým zábradlím a po okrajích vybavena příčnými lavicemi ve směru plavby. Přibližně v jedné třetině délky lodi se na horní palubě nacházela poměrně úzká zakulacená celokovová kabina kormidelny, vyvýšená natolik, aby kapitán lodi viděl přes cestující. Kormidelní zařízení ovládalo přes řetězový převod a táhla kormidlo, vůdce plavidla měl na svém stanovišti k dispozici také kontrolér, měřicí přístroje (ampérmetr, voltmetr) a rozvodnu. Prostor pro cestující na dolní palubě byl osvětlen deseti svítidly, další se nacházela na WC, v bufetu, v kabině a v kormidelně. V podpalubí byla umístěna tři vodotěsná svítidla. Loď byla vybavena také pozičními světly, předním a zadním světlem, k dalšímu vybavení patřila houkačka, vlajkové tyče a kotva s řetězem a navijákem.

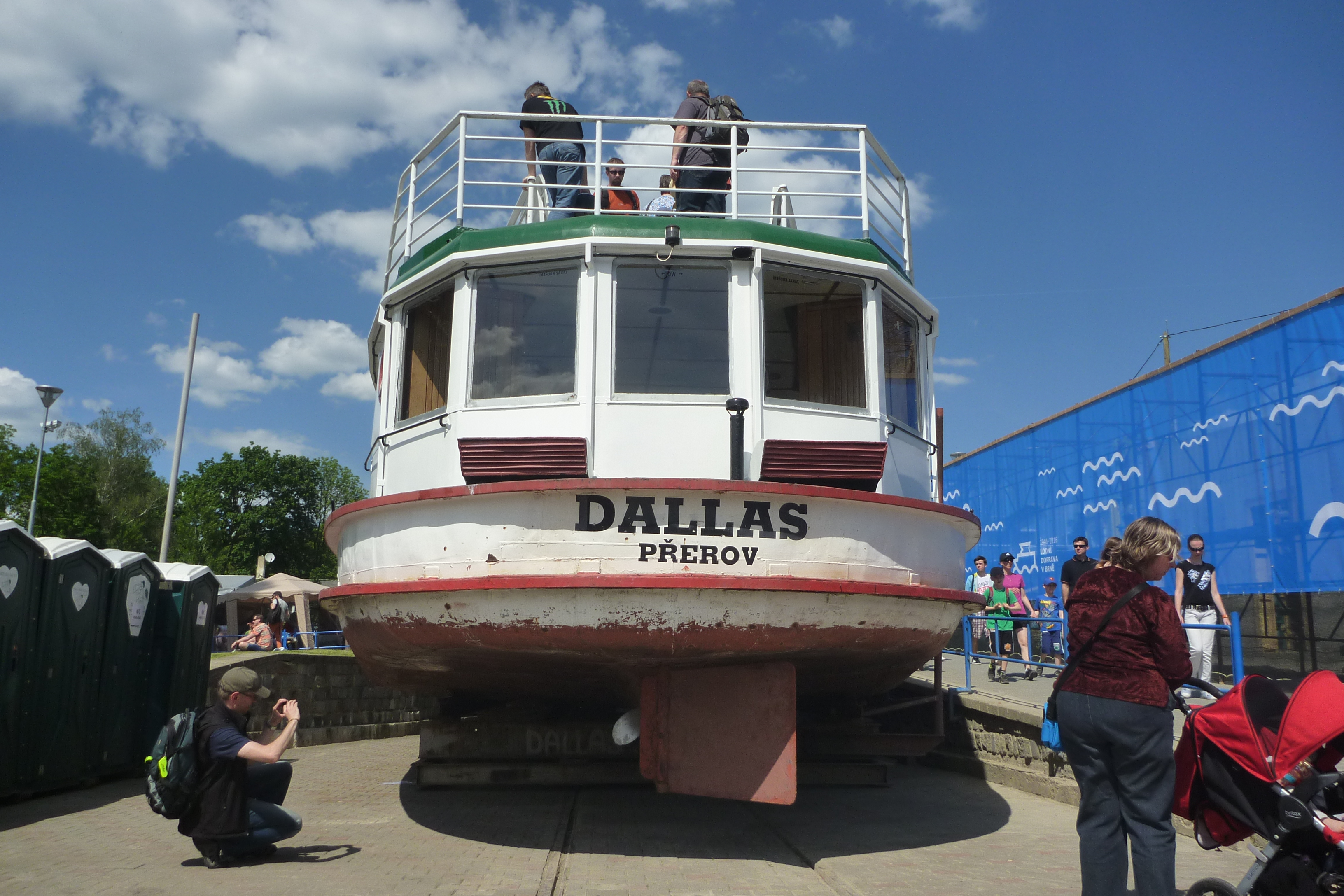
Záď lodi Dallas s kormidlem

Loď byla vybavena olověnou akumulátorovou baterií 11 K 380 se 150 články (napětí 300 V o kapacitě 750 Ah), umístěnou v podpalubí, která napájela stejnosměrný elektromotor Brown-Boveri GLM 1261 o výkonu 17 kW při napětí 300 V. Ten se nacházel v samostatném prostoru na zádi lodi a přes mezihřídel a Hardyho spojku byl napojen na hřídel hnací vrtule. Chlazení motoru bylo zajištěno ventilátorem. Předřadné odpory pro motor byly umístěny na přídi, přepínač pro nabíjení a vybíjení a pojistky pak v litinové skříni pod kormidelnou. Vrtulová hřídel se nacházela ve Stevenově rouře s bronzovými ložisky; axiální tlak byl zachycen soudečkovým výkyvným ložiskem. Na konci hřídele pak byla třílistá bronzová vrtule o průměru 600 mm. Vyvážené kormidlo bylo umístěno za vrtulí.

### Úpravy během provozu
Na konci 50. let 20. století byly do podpalubí osazeny dvě vzájemně propojené kalové nádrže o objemu 450 l, do kterých byl sveden odpad z WC, který byl do té doby vyprazdňován po spláchnutí přímo do vody přehrady. V neznámé době také loď získala elektromotor Škoda TIS/AD 2748 o výkonu 17 kW při napětí 300 V, který byl původně osazován do tramvají vyráběných do roku 1943 Královopolskou strojírnou.
Loď Moskva byla v roce 1980 první, která byla přistavena na rekonstrukci. Oproti ostatním, později modernizovaným lodím však u ní neproběhly práce v takovém rozsahu. Rekonstrukce se zaměřila na opravu obšívky trupu, zatímco nástavba zůstala původní, beze změn. Vyměněna byla pouze kormidelna, kdy místo úzké zaoblené získala loď velkou hranatou stejného typu, jako měla od svého vyrobení loď Kyjev.